# Solanum apiahyense
Solanum apiahyense är en potatisväxtart som beskrevs av Johanna A. Witasek. Solanum apiahyense ingår i släktet skattor som ingår i familjen potatisväxter. Inga underarter finns listade i Catalogue of Life.